# Praepositus sacri cubiculi
Prepozit svete spalnice (latinsko Praepositvs sacri cvbicvli, grško starogrško πραιπόσιτος τοῦ εὐσεβεστὰτου κοιτῶνος  [praipósitos toú eusevestátou koitónos]) je bil v poznem Rimskem cesarstvu visok dvorni položaj. Njegovi imetniki so bili praviloma evnuhi na položaju velikega komornika. Imeli so velika pooblastila in zato velik vpliv.  V 7. in 8. stoletju se je začel naslov uporabljati kot čin za dvorne evhuhe. V Bizantinskem cesarstvu se je uporabljal do poznega 11. stoletja.

## Zgodovina in razvoj
Prvi zanesljivo prepoznavni imetnik položaja je bil Evzebij pod cesarjem Konstancijem II. (vladal 337-361), čeprav je bil položaj uveden že pod cesarjem Konstantinom I. (vladal 306-337) kot zamenjava za kubikula (cubiculo). Vodil je oddelek kubikularijev (κουβικουλάριοι [koubikoulárioi], sobarji), tudi evnuhov, in bil odgovoren za cesarjevo spalnico, osebno garderobo in sprejeme. Prvotno je bil podrejen  castrensisu sacri palatii, potem pa neposredno bizantinskemu cesarju. Stalna bližina cesarja mu je dala veliko moč. Več prepozitov je imelo zato velik vpliv na upravljanje Bizantinskega cesarstva. V Notitii Dignitatum je prepozit umeščen takoj za pretorijanskim prefektom, konstantinopelskim mestnim prefektom (praefectus urbi) in magistri militum.  Zaradi izgube dela Notitiae  Dignitatum struktura njegovega oficija ni znana. Njegova najvišja pomočnika sta bila primicerius sacri cubiculi in  comes sacrae vestis.
V 4. in 5. stoletju je prepozit stalno krepil svoj položaj:  v poznem 4. stoletju je dobil nadzor nad cesarskimi posestvi v Kapadokiji (v Notitii omenjen kot domus divina per  Cappadociam) in bil povišan v rang  vir illustris, ki je bil enakovreden  kvestorju. Poseben prepozit je bil uveden tudi na dvoru bizantinske cesarice (praepositus Augustae) s podobno strukturo podrejenih položajev.   V Zahodnem rimskem cesarstvu je položaj obstajal do njegovega padca.  Imeli so ga tudi na dvoru ostrogotskega kralja Teoderika Velikega, kjer ga je zasedal Got Trivila.  Sredi 6. stoletja je nadzor nad cesarjevimi kapadoškimi posestmi prevzel poseben uradnik, zadolžen tudi za njegovo dediščino,  zato se je moč prepozita ustrezno zmanjšala.
V 7.-8. stoletju se je vzporedno s spremembami v mnogih državnih upravnih uradih odcepil del prepozitovega oficija, kar je  precej zmanjšalo njegove prostojnosti. 
Kubikulariji spalnice (κοιτωνῖται  [koitōnitai]) so prišli pod nadzor parakoimōmenosa, cesarjevi garderoberji  (βεστιάριον  [βασιλικόν], [vestiárion [basilikón]] ) pa pod nadzor protovestiarija. Prepozit je z glavnim  pomočnikom (primikērios tou kouboukleiou)  še naprej nadziral preostale kubikularije. Ohranil je pomembno vlogo v dvornih ceremonijalih in spadal v višji razred patricijev (patrikioi). Po zaslugi cesarja Konstantina VII. Porfirogeneta (vladal 913-959) je prepozit skupaj s protomagistrom in konstantinopelskim eparhom v odsotnosti bizantinskega cesarja tvoril  svet za imenovanje regenta.
Prepozita se ne sme zamenjavati z dostojanstvenikom  (δια βραβείου άξια [dia brabeiou axia])  z istim nazivom, ki je kot dvorni položaj nastal v 7. ali 8. stoletju  in bil rezerviran za evnuhe.   V Filotejevem Kletorologiju, napisanem leta 899, je uvrščen pod dostojanstvenika patricija (patrikios) in nad protospatarija. Njegove insignije (brabeion)  so bile slonokoščene tablice. Naslov se je nazadnje potrjeno uporabil leta 1087.

## Pomembni prepoziti
- Evzebij  (337–361)
- Evterij  (356–360)
- Evtropij  (Vzhod, okoli 395–399)[7]
- Devterij  (Zahod, 408)[7]
- Terencij  (Zahod, 408–409)[7]
- Evzebij (Zahod, 409)[7]
- Laus (Vzhod, 420)[7]
- Krizafij  (Vzhod, 443–450)[8]
- Lavricij (Zahod, 443–444)[7]
- Trivila  (Ostrogotsko kraljestvo, zgodnja 520.)[7]
- Urbicij (Vzhod, 470–481 in 491)[9]
- Amancij  (Vzhod, 518)[10]
- Nars (Vzhod, 537/538–554 ali 558/559) [11]